# Acanthopinae
Sous-famille
Les Acanthopinae sont une sous-famille d'insectes de l'ordre des Mantodea, de la famille des Acanthopidae. Cette sous-famille comporte 7 genres et 36 espèces.

## Dénomination
Cette sous-famille a été décrite par l'entomologiste argentin Hermann Burmeister en 1838.

## Taxinomie
Tribu des Acanthopini : liste des genres :
- Acanthops Serville, 1831
- Astollia Kirby, 1904
- Decimiana Uvarov, 1940
- Lagrecacanthops Roy, 2004
- Metilia Stal, 1877
- Miracanthops Roy, 2004
- Pseudacanthops Saussure, 1870